# Jacques-Joseph Champollion
Pour les articles homonymes, voir Champollion.
Jacques-Joseph Champollion, dit Champollion-Figeac ou Champollion l'Aîné (né le 5 octobre 1778 à Figeac en Guyenne et mort le 9 mai 1867 à Fontainebleau), est un archéologue français. Il est le frère aîné de Jean-François Champollion.

## Origine
Du côté paternel, Jacques-Joseph appartient à une famille du Valbonnais originaire de Valjouffrey (Isère), village habité par des paysans qui parcouraient les régions comme colporteurs durant l’hiver. Ses grands-parents, Barthélémy Champollion, né en 1694 à Valjouffrey et Marie Géréoud ou Géroux, née en 1709 à Valbonnais, se marient à Valbonnais en 1727,. Ils ont cinq enfants dont Jacques, né le 10 février 1744 à La-Roche-des-Engelas (aujourd'hui hameau de Valbonnais),, qui s’installe à Figeac en 1770. Il y épouse le 23 janvier 1773 Jeanne-Françoise Gualieu, d’une famille de bourgeois de cette ville ; il peut acheter en 1772 une maison et en 1779 une boutique de libraire sur la place Basse ainsi qu’une nouvelle maison qui deviendra le musée Champollion.
Jacques Champollion a sept enfants de sa femme Jeanne-Françoise Gualieu : Guillaume mort-né le 18 octobre 1773, Thérèse née un an après le 11 novembre 1774, Pétronille le 3 novembre 1776, Jacques-Joseph le 5 octobre 1778, Jean-Baptiste le 23 octobre 1780 mort à vingt-trois mois, Marie-Jeanne le 9 mai 1782 et enfin Jean-François le 23 décembre 1790,, tous nés à Figeac.

## Biographie

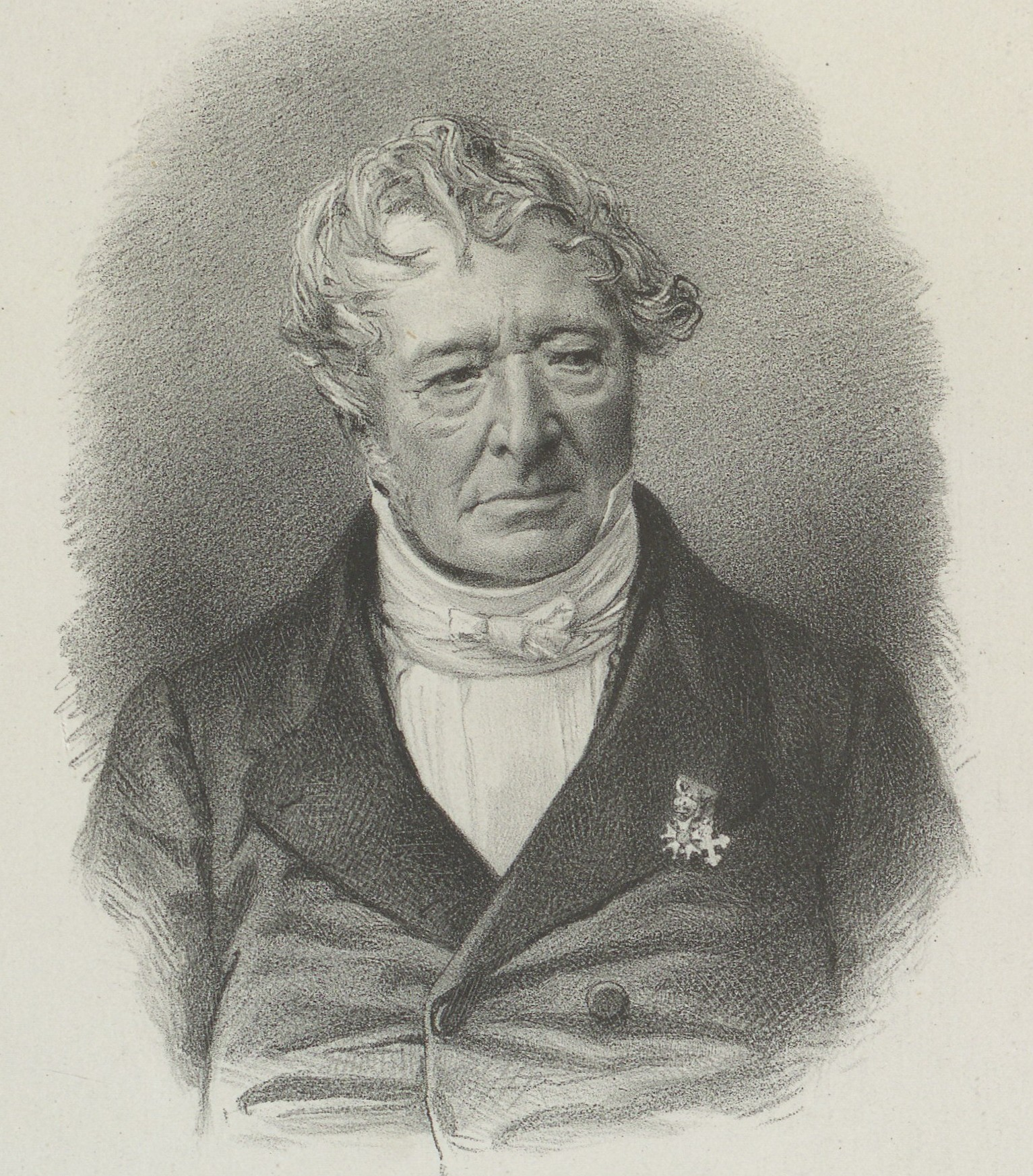
Portrait de Jacques-Joseph après 1866.

Après ses études, il est, du printemps 1794 à 1797, commis au bureau de la correspondance générale du district de Figeac. En 1798, il s'installe à Grenoble où ses cousins lui ont trouvé une place de commis dans leur affaire.
En 1802, il se lie d'amitié avec le mathématicien Joseph Fourier qui vient d'être nommé préfet du département de l'Isère et prend l'habitude d'accoler le nom de sa ville natale à son patronyme. Jacques-Joseph devient membre de la Société des Sciences et des Arts de Grenoble en décembre 1803 et Fourier l'associe à partir de 1804 aux travaux devant aboutir à la Description de l'Égypte. C'est à cette période qu'il révèle l'existence d'une crypte Saint-Oyand du VIe siècle, au-dessous de l'église Saint-Laurent de Grenoble. Le 1er juillet 1807, il épouse Zoé Berriat, fille du président du conseil des avoués de la ville et sœur d'un futur maire de Grenoble, Honoré-Hugues Berriat. Il aura avec elle plusieurs enfants : Joseph Ali, Pierre Jules Isidore, Aimé-Louis, Joséphine Agathe Zoé Césarine, et Paul Alfred.
En 1813, il se retire à Valjouffrey dont il est élu maire et se voit nommé membre correspondant de l'Institut de France en 1814.
De douze ans l'aîné de Champollion le jeune, il est son précepteur et lui transmet son goût pour l'archéologie. Bien que grand érudit, il reste dans l'ombre pour mieux mettre en valeur son frère cadet. Après la mort prématurée de celui-ci, en 1832, il éditera ses travaux inachevés, auxquels il avait d'ailleurs contribué.
Il est enterré au cimetière de Fontainebleau. Sa maison familiale acquise par son mariage avec Zoé est devenue le musée Champollion de Vif.

## Carrière
- Bibliothécaire-adjoint puis bibliothécaire à la bibliothèque municipale de Grenoble (1808-1815), il intègre les ouvrages des dépôts littéraires.
- Examinateur pour les écoles militaires
- Professeur de littérature grecque à la faculté des lettres de Grenoble, puis doyen de la faculté des Lettres (1810-1815)
- Rédacteur du Journal de l'Isère durant les Cent-Jours à la demande de Napoléon Ier.

Destitué de ses fonctions de bibliothécaire de Grenoble et de professeur à l'université (l'université de Grenoble est supprimée par la Restauration), il est également condamné à l'exil par un ordre en mars 1816. La rédaction des Annales des Lagides en 1819, lui permet un retour en grâce.
- Conservateur des manuscrits à la Bibliothèque royale à Paris (1828-1848).
- Professeur de paléographie à l'École des chartes (1830-1848), dont il fait fonction de directeur officieux. Il fait paraître sa Paléographie universelle en 1841 (notice complète)

Destitué de ses fonctions lors de la révolution de 1848, il est toutefois nommé bibliothécaire du château de Fontainebleau à partir de 1849.

## Œuvres
- Antiquités de Grenoble ou Histoire ancienne de cette ville d'après ses monuments, 1807 (lire en ligne) ;
- Nouvelles recherches sur les patois ou idiomes vulgaires de la France et en particulier sur ceux du département de l'Isère, 1809 (lire en ligne) ;
- Nouveaux éclaircissemens sur la ville de Cularo, aujourd'hui Grenoble, Paris, Imprimerie J.B. Sajou, 1814
- Annales des Lagides, ou chronologie des rois grecs d'Égypte successeurs d'Alexandre le Grand, Le Normant, 1819, 2 tomes en un vol. in-8° ;
- Nouvelles recherches sur la ville gauloise d'Uxellodunum, assiégée et prise par J. César, rédigées d'après l'examen des lieux et des fouilles récentes, et accompagnées de plans topographiques et de planches d'antiquités, Paris, imprimerie royale, 1820 ;
- L'Égypte ancienne, 1839.
- Archéologie : ou Traité des antiquités, monuments de l'art, etc., Paris (s.n.) (lire en ligne)
- Histoire de la Perse (Asie orientale), Paris, Librairie Alphonse Pigoreau (1, rue du Jardinet), (Date ?), 446 pages, format 17,5cm X 27cm.
- La correspondance de Bonaventure d'Argonne

### Filmographie
- Dans le secret des hiéroglyphes - Les frères Champollion, documentaire de Jacques Plaisant, disponible sur arte.tv du 9 septembre 2022 au 7 mars 2023, 93 minutes.